# Сражение на Борне
Сражение на Борне (битва на Боорне, сражение при Ирнсюме; нидерл. Slag aan de Boorne, з.-фриз. Slach by Jirnsum) — состоявшееся в 734 году на берегу реки Борн сражение, в котором франкское войско под командованием Карла Мартелла разгромило войско фризов во главе с королём Поппо. Это сражение — главное событие франкско-фризской войны 733—734 годов.

## Исторические источники
О сражении на Борне сообщается во франкских анналах, таких как хроника Продолжателей Фредегара и «Ранние Мецские анналы».

## Предыстория
Отношения между правителями Франкского государства и Фризского королевства начали обостряться с конца VII века. Причиной этого было желание франкских майордомов Пипина Геристальского и Карла Мартелла установить контроль над приносившей большие доходы торговлей с Британией, в то время, в основном, ведшейся через фризские порты Домбург и Дорестад. Эти притязания привели к целому ряду франкско-фризских вооружённых конфликтов. В ходе этих войн между противниками произошли два крупных сражения: при Дорестаде приблизительно в 689—695 годах и при Кёльне в 716 году. В результате к началу 730-х годов под властью правителя фризов Поппо осталась только северная часть Фризского королевства его предшественников: земли вдоль берега Северного моря (от Вли до Везера) и Восточно-Фризские острова.

## Сражение
Очередной франкско-фризский конфликт вспыхнул в 733 году. Предполагается, что он был спровоцирован миссионерами Виллибрордом и Бонифацием, при покровительстве Карла Мартелла ведшими христианизацию фризов. Подстрекаемые королём Поппо, против франков восстали жители Вестерго, но этот мятеж был быстро подавлен. Вероятно, фризский правитель, зная, что в то время Карл Мартелл был занят военными действиями в Бургундии, также попытался расширить подвластные ему владения за счёт пограничных земель Франкского государства.
В ответ на происки Поппо в 734 году Карл Мартелл организовал вторжение во Фризское королевство. По свидетельству франкских анналов, в поход на фризов отправилось не только франкское войско, но и собранный для этого нападения Карлом Мартеллом флот. Это первое свидетельство средневековых источников о наличии у франков флота, начиная со времён Великого переселения народов.
Не встречая сопротивления, войско франков на судах спустилось вниз по Рейну, разоряя все находившиеся на его пути фризские селения. Разграбив владения Поппо на островах Вестерго и Остерго, франки дошли до устья реки Борн, впадавшей в Мидделзе вблизи современного города Ирнсюм. Здесь на берегу войско Карла Мартелла построило укреплённый лагерь (лат. castrum). Намереваясь внезапно напасть на противника, король Поппо собрал флот, и на судах прибыл к стоянке франкского войска. Однако атака фризов была безуспешной: в произошедшем кровопролитном сражении воины Карла Мартелла одержали полную победу. На поле боя пали множество фризов, включая и короля Поппо.

## Последствия
Одержанная франками решительная победа позволила Карлу Мартеллу присоединить к своим владениям часть Фризии, находившуюся между заливом Вли и устьем Лауэрса. По приказу франкского майордома на завоёванных землях усилилась христианизация местных жителей, сопровождавшаяся репрессиями в отношении приверженцев традиционных языческих верований. По свидетельству автора «Лоршских анналов», франки Фризию «опустошили до полного истребления».
Сражение при Борне — последняя крупная франкско-фризская битва. С поражения в ней начался упадок «Великой Фризии» (лат. Magna Frisia). Так и не оправившись от этого удара, фризы больше никогда не выступали конкурентами франков в доминировании над землями на побережье Северного моря.

## Комментарии
1. ↑  По другим данным, в 735 году[1].